# Terzo accordo di Vienna
Il Terzo accordo di Vienna fu un accordo bilaterale raggiunto tra la Turchia e Cipro sulla questione di Cipro nell'agosto 1975 sottoscritto tra Glafkos Clerides e Rauf Denktaş, che trasferiva 8.033 turco-ciprioti a nord e regolò il modo di vivere di 943 greco-ciprioti che rimasero nel nord. L'accordo venne chiamato dalla parte turca come "Reinsediamento volontario delle popolazioni". Clerides fu criticato per aver firmato l'accordo, perché comportava la divisione demografica dell'isola, sebbene la decisione fosse stata presa dalle istituzioni della Repubblica di Cipro guidate da Makarios.
Furono concordate le seguenti questioni:
1. Possibilità per i turco-ciprioti residenti nella parte meridionale dell'isola di trasferirsi a nord con i loro averi.
2. Possibilità per i greco-ciprioti nella parte settentrionale dell'isola di rimanere ed essere liberi dalle persecuzioni.
3. Possibilità per i greco-ciprioti della parte settentrionale di trasferirsi nella parte meridionale dell'isola.
4. Libero e normale accesso da parte dell'UNFICYP ai villaggi e alle abitazioni greco-cipriote nella parte settentrionale dell'isola.
5. Priorità al ricongiungimento familiare.